# Johannes Antonie Visscher

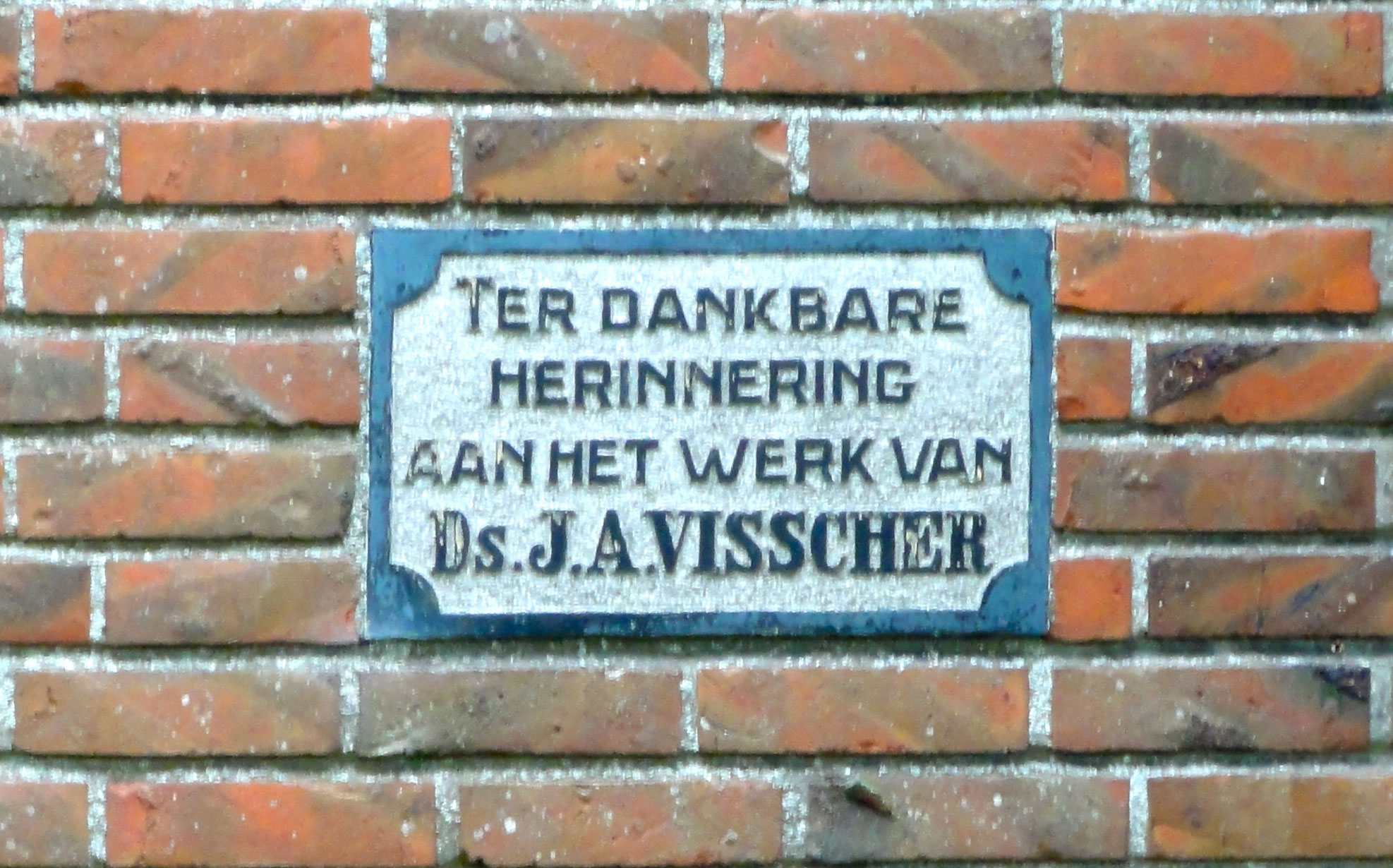
Gedenksteen in Noord-Jeruël in Houtigehage ter herinnering aan ds. Visscher

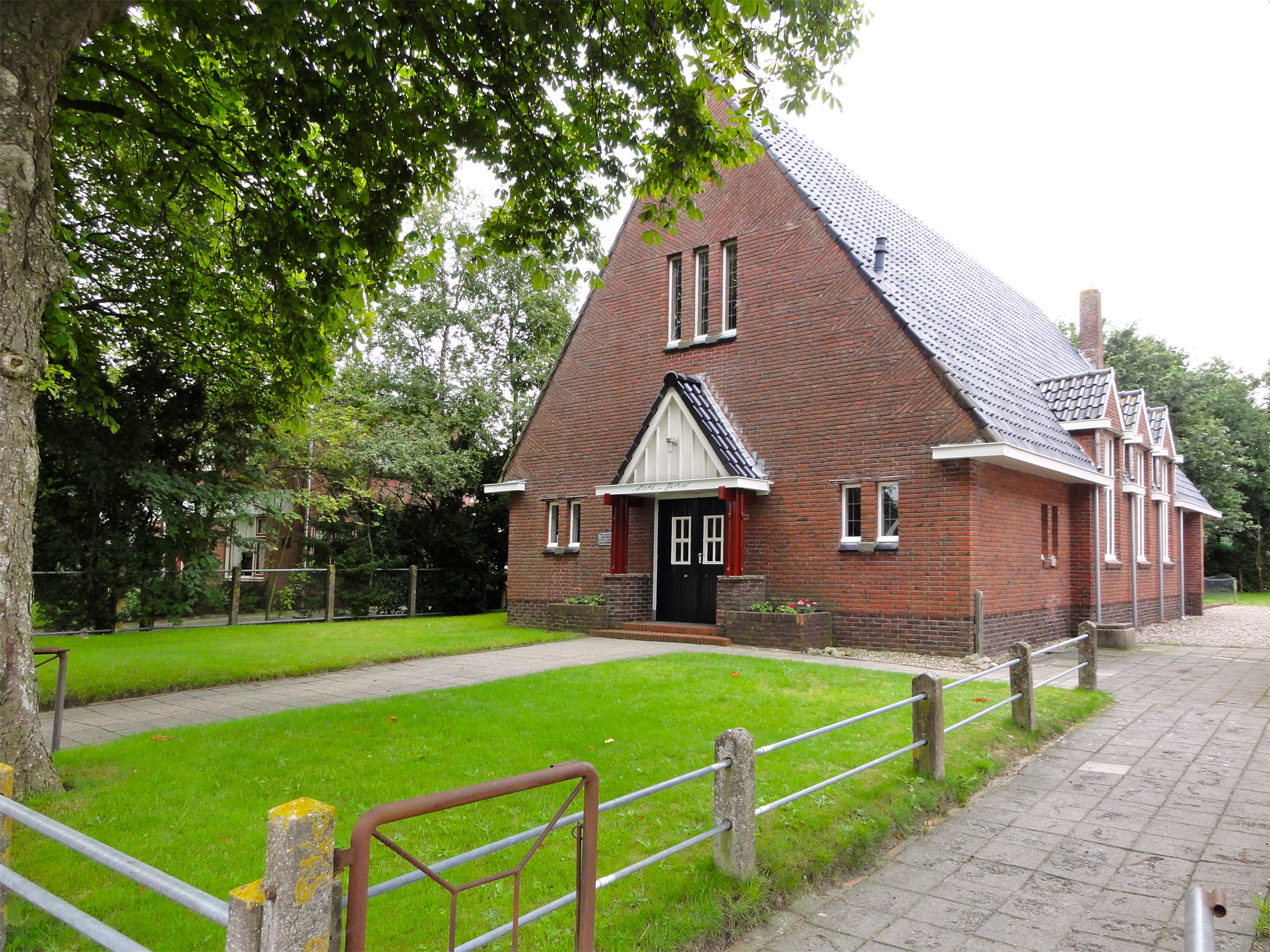
Noord Jeruël in Houtigehage, gesticht door ds. Visscher

Johannes Antonie Visscher (Asch, 30 maart 1876 – Groesbeek, 4 februari 1943), gewoonlijk aangeduid als Ds. J.A. Visscher, was een Nederlandse armoedebestrijder, hervormd predikant en auteur, die in al deze hoedanigheden blijk gaf van een grote sociale bewogenheid.Hij was aanjager, oprichter en leider van diverse instellingen en initiatieven ter verbetering van het leven van met name de arme, agrarische bevolking. Als auteur werd hij vooral bekend in protestants-christelijke kringen door zijn fictie, die het leven van de arme plattelandsbevolking afzet tegen de uitbuitende of onverschillige gegoede klasse.

## Leven en maatschappelijke activiteiten
Visscher was een zoon van de predikant Rijn Visscher en Anna Hendrika van Embden. Na zijn studie theologie aan de Rijksuniversiteit Leiden ging hij eerst werken in een achterstandswijk in Rotterdam. Hij trouwde op 14 augustus 1903 te Stompwijk met Anna van Duijvendijk, dochter van Pleunis van Duijvendijk en Louisa Carolina Pieternella Lamaison. In datzelfde jaar vertrok hij naar Rottevalle in het veenkoloniale gebied in het oosten van de provincie Friesland. Samen met zijn vrouw trok hij, met een kofferorgeltje in een kruiwagen, door de omgeving van Rottevalle om daar geïmproviseerde kerkdiensten te houden. In het dorpje Houtigehage stichtte hij het gebouw "Noord Jeruël", genoemd naar een wijkvereniging in Rotterdam. Visscher, door de Friese bevolking Fisker genoemd, ijverde voor verbetering van de woonomstandigheden door onder meer de spitketen op de heide te vervangen door woningen met een tuin voor de arbeidende bevolking.
In 1909 legde hij zijn ambt als predikant neer om zich te wijden aan landelijke activiteiten. Hij vertrok van Friesland naar Den Haag. Door zijn verblijf in Friesland werd Visscher een overtuigd voorstander van de noodzaak van heideontginning. Hij was de oprichter en tevens directeur en secretaris van de Vereniging Nederlandse Landkolonisatie en Inwendige Zending. De vereniging gaf periodieken uit als Ons Heidewerk en Om en op de Heide. Hij zag hier ook mogelijkheden om dit werk in te zetten in het kader van de reclassering. In 1921 lanceerde hij een plan tot het stichten van een aantal kolonies, waar 'ontredderden' hetzij verpleegd zouden worden hetzij door middel van werkverschaffing een nieuwe kans in de maatschappij zouden krijgen. Op verzoek van het ministerie van Justitie werden zijn ideeën gerealiseerd in kolonies in Opende (Wilhelminahoeve), Vries (Philadelphia) en Beekbergen (Het Hooge Land). Visscher zelf keerde, na vijf jaar in Den Haag te hebben gewerkt, in 1914 weer terug naar Friesland. Hij was betrokken bij het werk in de gevangenis van Leeuwarden en hij was een van de oprichters van het tehuis voor daklozen genaamd Praktische hulp. Van 1914 tot 1923 was hij woonachtig in Drachten en daarna tot 1926 in Leeuwarden. In dat jaar besloot hij zijn ambt van predikant weer op te nemen en aanvaardde een beroep naar Groesbeek. Ook daar bleef hij zich bezighouden met sociale arbeid. Hij richtte de vereniging voor christelijk maatschappelijk hulpbetoon Morgenrood op en de Nederlandse Centrale voor practische werkverruiming en hulpverlening, die bekend werd als de PH.
Dominee Visscher overleed in februari 1943 te Groesbeek op 66-jarige leeftijd.

## Nalatenschap en erkenning
De Nederlandse Centrale voor practische werkverruiming en hulpverlening leeft voort in de Groesbeekse Tehuizen, een instelling voor mensen met een verstandelijke beperking die deel uitmaakt van Pluryn. De fondsen voor geestelijke gezondheidszorg kwamen tot de instelling van de AWBZ voornamelijk uit liefdadigheid. Toen de nieuwe wet dit overbodig maakte, werden de overgebleven gelden en latere legaten in een fonds gestort, beheerd door de Stichting Ds. Visscherfonds. Deze werft fondsen en steunt wetenschappelijk onderzoek ten dienste van zorg aan personen met een verstandelijke beperking. Ook alles wat dit doel ten goede komt, kan in aanmerking komen voor ondersteuning. De stichting kent tweejaarlijks de Ds. Visscherprijs toe aan dissertaties op dit gebied. De prijs is uitgereikt van 1993 tot 2005, daarna sinds 2008.
Naast de stichting en de prijs zijn ook straten vernoemd naar Visscher. In Houtigehage is dat de Ds. Visscherwei. Aan deze straat staat ook het door hem gestichte kerk- annex verenigingsgebouw "Noord Jeruël", met een gedenksteen die herinnert aan zijn werkzaamheden in dit gebied. De kerk maakt sinds 1988 deel uit van de Nederlandse Hervormde Kerk. In Groesbeek, waar hij vanaf 1926 preekte, is een Dominee J.A. Visscherlaan. Ook in Heerjansdam en Lathum zijn straten naar hem vernoemd.

## Auteur
Als auteur werd Visscher voornamelijk bekend in protestantse kringen. Recensenten prezen in Visschers fictie de schrijfstijl en de schildering van het leven van de agrarische bevolking. Hij behandelt de confrontatie van arme, gelovige en gekoeioneerde plattelanders met een hooghartige, egoïstische of onverschillige gegoede klasse, die eventueel wel tot inkeer en berouw kan komen. De thematiek wordt veelal zwaar aangezet, wat meer gewaardeerd werd door critici die sterk vanuit kerkelijk standpunt oordeelden, dan door literair georiënteerde recensenten. Enkele citaten over de roman Zoo´n heidekerel:
Ds Visscher heeft in onzen kring bekendheid gekregen als de Schrijver van schetsen „Van de arme Friesche heide". […] En nu is hij in de schets, het korte, compacte verhaal wel meer in zijn kracht, maar hij heeft toch bij dit breedere bestek een geheel weten te verkrijgen, dat verdienstelijk mag worden genoemd.[…] Standstrots, ruwheid, zorg, kwaadpraterij — de hoofdelementen van ´t verhaal, ze behooren bij het geteekende locaal, zoogoed als de veelszins primitieve cultuur- en religiebegrippen. Ds Visscher heeft die alle tot hmi juiste recht weten te doen komen, heeft ook het christelijk element van zijn boek, misschien doe ik beter met te zeggen: de evangeliseerende strekking, goed geaccentueerd.— C. Tazelaar in De Reformatie, 3 juni 1932, rubriek Literatuur en kunst, p. 3.
Deze predikant, wiens dikke boek ‘Wrakhout’ we eerder en met veel genoegen lazen, schrijft veel beter dan de heele santekraam van Christelijke vertellers; wat de taal en de stijl betreft staat dit verhaal over Gosling Heidstra veel hooger dan dat van zijn ambtgenoot Hogenbirk, maar overigens is het toch maar een ‘draak’. Alle foefjes en trucjes, welke van Wilha. Riem-Vis tot Westerbrink-Wirtz in alle Christelijke verhalen zijn toegepast, worden in dit ééne boek allemaal nog eens opgewarmd. Wat zijn die arme heidebewoners toch brave en goede, eenvoudige en onbedorven zielen! Welk een doortrapte schurk is die Rinse! […] [D]en rijken kleiboer Siertsema, een man, die, wanneer het laatste stadium der geschiedenis dat noodig maakt, ten bate van het ‘eind goed, al goed’, zoo maar ineens de braafheid zelf wordt, over wiens diep-innig berouwvol ‘daar neerzitten’ de lezer ontroerd zou worden…. als 't heele geval niet zoo mooi en scène gezet was. Het is jammer, dat de schrijver van dit boek het niet laten kon, te speculeeren op de verzotheid zijner ‘eenvoudige’ lezers op verhaaltjes als dit. Hij kan beter […]— P.H. Muller in Opwaartsche wegen, jaargang 10, 1932-1933
Daarnaast schreef hij ook de Ridderroman Ochtendgloren en twee romans die zich afspelen in de barre winter van Alaska (In Efratha's velden en Het geheim van het sneeuwland).